# Martin Schneider (Turnlehrer)
Martin Schneider (* 7. Januar 1889 in Ellefeld; † 1946, in einem sowjetischen Internierungslager) war ein deutscher Turnlehrer und Funktionär.

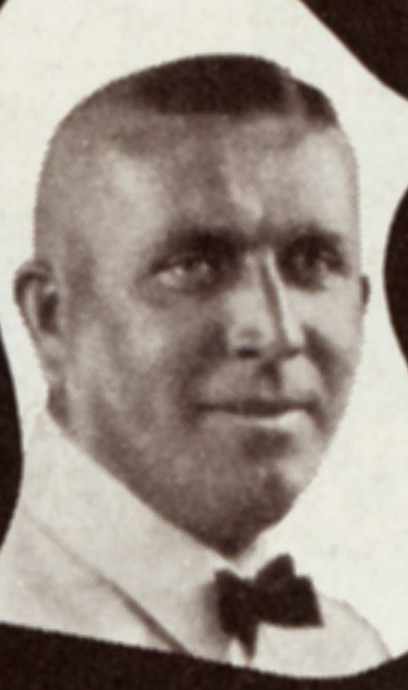
Martin Schneider, um 1924

In der Zeit des Nationalsozialismus übte er das Amt des Reichsmännerturnwartes der Deutschen Turnerschaft aus. Schneider war somit Turn-Nationaltrainer bei den Weltmeisterschaften 1934 in Budapest und bei den Olympischen Spielen 1936 in Berlin. 

## Leben

### Sportliche Laufbahn
Schneider war von früher Jugend an ein begeisterter Turner. Er turnte beim Turnverein Ellefeld. Von 1909 bis 1912 war er Vorturner und Turnwart im Turnverein Zwota bei Klingenthal und von 1912 bis 1919 Vorturner und Frauenturnwart im Turnverein Falkenstein im Vogtland. In den Jahren 1919 und 1920 besuchte er die Turnlehrerbildungsanstalt in Dresden (Hochschule für Leibesübungen). Von 1920 bis 1926 war er Vorturner im Turnverein Glauchau und von 1923 Vorsitzender des Turnerbundes Glauchau.

### Funktionärskarriere
Von 1912 bis 1919 war Schneider 2. Gauturnwart im vogtländischen Turngau, ferner Gaufrauenturnwart und Gauspielwart. Von 1920 bis 1928 bekleidete er das Amt des Gauoberturnwartes im vogtländischen Turngau. Von 1923 bis 1926 war er als Nachfolger von Max Schwarze Kreismännerturnwart der Sächsischen Turnerschaft mit 311.000 Mitgliedern, ab 1926 bis 1933 Kreisoberturnwart. Von 1929 bis 1936 übte er das Amt des Männerturnwarts der Deutschen Turnerschaft aus, ab 1936 war er Reichsmännerturnwart im NSRL.
Zudem war Schneider von 1933 bis 1936 Gauführer der Sächsischen Turnerschaft bzw. Gaufachamtsleiter des NSRL.
Im Jahr 1926 kam Martin Schneider vom Realgymnasium in Glauchau als akademischer Turn- und Sportlehrer an die Handelshochschule in Leipzig. Seit dem 1. Januar 1930 war er hier Direktor des Instituts für Leibesübungen.
Höhepunkt seiner Funktionärskarriere war die Ernennung durch den Reichssportführer Hans von Tschammer zum Reichsfachamtsleiter – nach dem Tod von Carl Steding im September 1941 – im Reichsfachamt I Gerätturnen, Gymnastik, Sommerspiele.